# Daubentonia
Daubentonia là một chi động vật có vú trong họ Daubentoniidae, bộ Linh trưởng. Chi này được É. Geoffroy miêu tả năm 1795. Loài điển hình của chi này là Sciurus madagascariensis Gmelin, 1788.

## Các loài
Chi này gồm các loài:
- Daubentonia madagascariensis (Vingerdier) (Gmelin, 1788)
- Daubentonia robusta Lamberton, 1934